# Ивановка (Ирбейский район)
Ивановка — село в Ирбейском районе Красноярского края. Административный центр Ивановского сельсовета.

## География
Село находится в юго-восточной части края, в лесостепной зоне, на левом берегу реки Кан, вблизи места впадения в неё реки Тарбышки, при автодороге 04К-060, на расстоянии приблизительно 21 километра (по прямой) к юго-западу от Ирбейского, административного центра района. Абсолютная высота — 281 метр над уровнем моря.
Климат
Климат характеризуется как резко континентальный, с продолжительной морозной зимой и коротким тёплым летом. Средняя температура воздуха самого тёплого месяца (июля) составляет 18,3 °C (абсолютный максимум — 38 °C); самого холодного (января) — −21,1 °C (абсолютный минимум — −60 °C). Продолжительность безморозного периода составляет в среднем 90 дней. Среднегодовое количество атмосферных осадков составляет 484 мм, из которых 367 мм выпадает в период с апреля по октябрь. Снежный покров держится в течение 170 дней.

## История
Основано в 1754 году. По данным 1926 года в селе Ивановском (Тырбыши) имелось 201 хозяйство и проживало 959 человек (444 мужчины и 515 женщин). В национальном составе населения того периода преобладали русские. В административном отношении являлось центром Ивановского сельсовета Ирбейского района Канского округа Сибирского края.

## Население
| 2010 |
| ---- |
| 596  |

Половой состав
По данным Всероссийской переписи населения 2010 года в гендерной структуре населения мужчины составляли 48,7 %, женщины — соответственно 51,3 %.
Национальный состав
Согласно результатам переписи 2002 года, в национальной структуре населения русские составляли 84 % из 761 чел.